# No Shame
«No Shame» es una canción de la banda australiana de pop rock 5 Seconds of Summer. Se lanzó como el tercer sencillo del próximo álbum de estudio de la banda Calm el 5 de febrero de 2020, a través de Interscope Records. La canción fue escrita por la banda junto a Ali Tamposi, Andrew Watt Donna Lewis y Happy Perez.

## Antecedentes y lanzamiento
La canción se divulgó en las redes sociales de la banda el 5 de febrero de 2020, junto con el anuncio del álbum. La pista se estrenó el mismo día, como el tercer sencillo del cuarto álbum de estudio de la banda Calm.

## Vídeo musical
El video lírico de «No Shame», se publicó el 5 de febrero de 2020, el mismo día del estreno de la canción.

## Créditos y personal
Créditos adaptados de Genius.
- Ashton Irwin - composición, batería, vocales.
- Michael Clifford - composición, guitarra, vocales
- Luke Hemmings - composición, guitarra, vocales.
- Calum Hood - composición, Bajo, vocales.
- Andre Watt - composición, producción
- Happy Perez - composición, programador
- Donna Lewis - composición, programador
- Ali Tamposi - composición
- Tom Herbert – asistente de ingeniería
- Alan Moulder – mezcla
- Caesar Edmunds – ingeniería de mezcla
- Dave Kutch – ingeniería de masterización

## Posicionamiento en listas
| Listas (2020)                       | Mejor posición |
| ----------------------------------- | -------------- |
| Australia (ARIA)                    | 63             |
| Bélgica (Ultratop) Flanders         | 33             |
| Estados Unidos (Bubbling Under Hot) | 12             |
| Irlanda (IRMA)                      | 56             |
| Nueva Zelanda Hot Singles (RMNZ)    | 6              |
| Reino Unido (UK Singles Chart)      | 68             |

## Historial de lanzamiento
| País   | Fecha                | Formato                      | Discográfica       | Ref    |
| ------ | -------------------- | ---------------------------- | ------------------ | ------ |
| Varios | 5 de febrero de 2020 | Descarga digital y Streaming | Interscope Records | [ 14 ] |